# E490 (Ecuador)
De E490 of Vía Colectora Riobamba-T de Baños (Verzamelweg Riobamba-T de Baños) is een secundaire nationale weg in Ecuador. De weg loopt van Riobamba naar T de Baños en is ongeveer 30 kilometer lang. 